# Natação do Brasil

## Natação no Brasil
A natação no Brasil é um esporte que vem ganhando popularidade no país, à medida que talentos individuais surgem, a modalidade se reestrutura e mais investimentos são aportados. O Brasil participa da natação nos Jogos Olímpicos desde  1920, juntamente com a primeira delegação olímpica brasileira. Hoje o país conta com nomes de peso em competições internacionais, que trazem um número crescente de bons resultados, como recordes sul-americanos e mundiais, finais e medalhas no Campeonato Mundial e Olimpíadas e torneios nacionais considerados de alto nível.

#### História
A modalidade foi instituída oficialmente no pais em 31 de julho de 1897, data em que os clubes Botafogo, Gragoata, Icarai e Flamengo fundaram a União de Regatas Fluminense, na cidade do Rio de Janeiro, renomeado mais tarde como Conselho Superior de Regatas e, por fim, confederação brasileira de natação

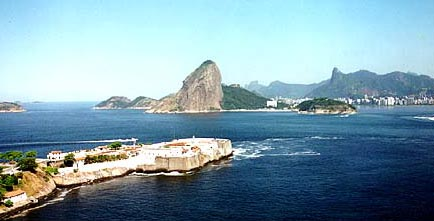
As primeiras disputas ocorriam na Baía de Guanabara.

Porém, antes disso, a primeira competição oficial que se tem registro é a travessia da Baía de Guanabara, no Rio de Janeiro. Ela ocorreu em uma disputa entre Joaquim Antonio Souza, de 19 anos, de Niterói, e um relojoeiro alemão Theodor John, de 50, no ano de 1881. A cada ano, os dois voltavam a disputar a prova, com cada vez mais pessoas, que aderiam à manifestação esportiva.
Em 1885, quatro anos depois do início das disputas, a primeira piscina brasileira foi construída às margens do rio Guaíba, em Porto Alegre, Rio Grande do Sul, a qual recebeu o nome de Badeanstalf, ou também basenho, pela Sociedade Ginástica Deutscher Turnverein.
O primeiro Campeonato Brasileiro, na modalidade 1500m nado livre, com o percurso da fortaleza Villegaignon até a praia de Santa Luzia, é disputado em 1898, tendo como campeão Abrahão Saliture. A Federação, localizada em Botafogo, passa a divulgar o Campeonato Brasileiro em 1913, ano em que são disputadas as provas de 100m para estreantes, 600m para seniores e 200m para juniores. Em 1914, o controle do esporte e as competições em território brasileiro passam para a Confederação Brasileira de Desportos.
Em 1 de outubro de 1904, é disputado o primeiro interestadual de natação que se tem notícia. O Clube Espéria, de São Paulo, organizou uma festa desportiva onde possuía uma raia de 350 metros de distância. Abrahão Saliture, competindo pelo Clube de Natação e Regatas, do Rio de Janeiro, acabou como campeão.
Um ano depois, em 1905, iniciaram-se as competições de natação do rio Tietê, em comemoração do aniversário do Espéria, evento que se repetiria até os anos 1920. Entre as disputas de remo, provas de 100 e 350 metros eram travadas. Os grandes destaques dos anos que antecederam a Primeira Guerra Mundial eram Guilherme Schollz, Walter von Kutzleben e José Rubião, mas esses não eram páreo para Saliture, que comparecia como convidado e jamais foi superado. Saliture chegou a participar dos Jogos Olímpicos de 1920, na Antuérpia.

#### Raio-x da natação brasileira
Em 2009, o editor do site Swim It Up!, Julian Romero, criou e disponibilizou publicamente um documento traçando um raio-x da natação brasileira no período olímpico pré-Olimpíada de Beijing/2008, intitulado "NATAÇÃO NO BRASIL 2005 A 2008 - Rankings & Estatísticas gerais". O documento público traz mais de 1000 páginas que resumem 4 anos de natação no Brasil no momento em que alcançou o seu maior feito com a medalha de ouro de César Cielo nos Jogos Olímpicos de Beijing, na China, em 2008, na prova de 50m livre.
O documento faz menção à falta de dados estatísticos sobre o esporte no Brasil, como por exemplo o número real de competidores no estado do Rio de Janeiro.

#### Desempenho em Olimpíadas
Nos Jogos Olímpicos de Verão, os nadadores brasileiros fazem sua estreia juntamente com a primeira delegação nacional a participar dos Jogos, em 1920, na cidade belga da Antuérpia. A delegação, devido ao desconhecimento de técnicas, estilos e da própria piscina olímpica fez com que vários atletas brasileiros desistissem da disputa. Somente Orlando Amêndola e Ângelo Gammaro - que também integravam a equipe de pólo aquático - caíram na água. Orlando competiu nos 100 metros livre, ficando em sexto na 4a. bateria, enquanto Ângelo disputou os 200 metros peito, ficando em terceiro da 2a. bateria com o tempo de 1m22s0. Ambos foram eliminados logo na primeira rodada.
A primeira medalha somente seria conquistada 32 anos depois, em Helsinque, na Finlândia. A primeira de ouro viria somente em Pequim 2008. A primeira mulher a conquistar o pódio em uma Olimpíada foi Poliana Okimoto (Maratona 10km), justamente em casa, na Rio 2016, com o tempo de 1h56m51s4. No total  até os Jogos Olímpicos Rio 2016 foram catorze medalhas, sendo uma de ouro, quatro de prata e nove de bronze para a equipe verde e amarela.

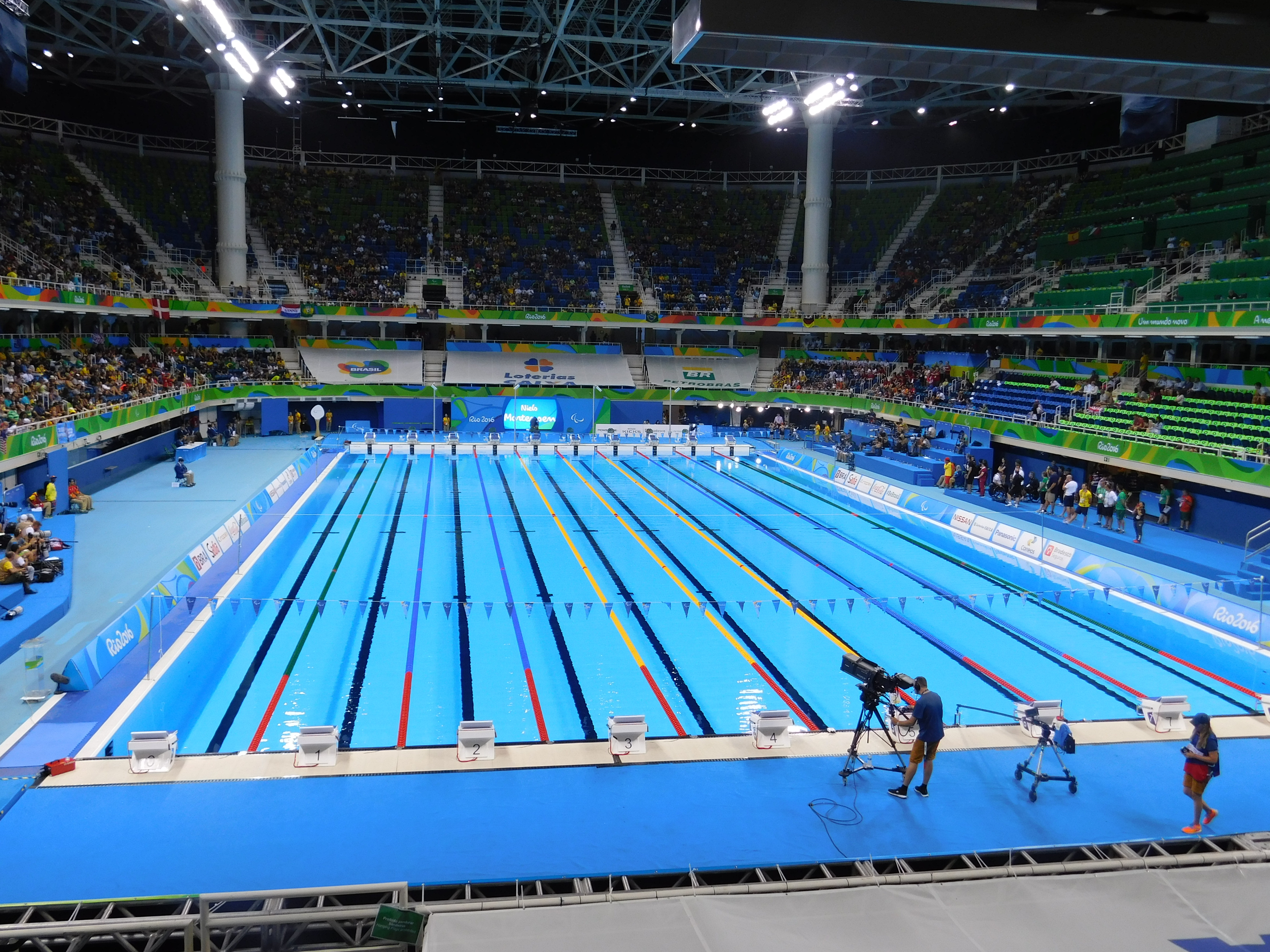
Piscina dos Jogos Olímpicos Rio 2016

A natação tem em seu histórico o integrante mais jovem de uma delegação brasileira nas Olimpíadas: Talita Rodrigues disputou o revezamento 4x100m livre nos Jogos de 1948, em Londres, quando tinha apenas 13 anos e 347 dias de idade.
| Ano  | Cidade         | Atleta                                                                     | Prova                   | Medalha |
| ---- | -------------- | -------------------------------------------------------------------------- | ----------------------- | ------- |
| 1952 | Helsinque      | Tetsuo Okamoto (18m51s30)                                                  | 1500m livre masculino   | Bronze  |
| 1960 | Roma           | Manuel dos Santos Júnior (55s40)                                           | 100m livre masculino    | Bronze  |
| 1980 | Moscou         | Djan Madruga, Cyro Delgado, Jorge Fernandes e Marcus Mattioli (7m29s30)    | 4x200m livre masculino  | Bronze  |
| 1984 | Los Angeles    | Ricardo Prado (4m18s45)                                                    | 400m medley masculino   | Prata   |
| 1992 | Barcelona      | Gustavo Borges (49s43)                                                     | 100m livre masculino    | Prata   |
| 1996 | Atlanta        | Gustavo Borges (1m48s63)                                                   | 200m livre masculino    | Prata   |
| 1996 | Atlanta        | Gustavo Borges (49s02)                                                     | 100m livre masculino    | Bronze  |
| 1996 | Atlanta        | Fernando Scherer (22s29)                                                   | 50m livre masculino     | Bronze  |
| 2000 | Sydney         | Carlos Jayme, Edvaldo Valério, Fernando Scherer e Gustavo Borges (3m17s40) | 4x100m livre masculino  | Bronze  |
| 2008 | Pequim         | César Cielo (21s30)                                                        | 50m livre masculino     | Ouro    |
| 2008 | Pequim         | César Cielo (47s67)                                                        | 100m livre masculino    | Bronze  |
| 2012 | Londres        | Thiago Pereira (4m08s86)                                                   | 400m medley masculino   | Prata   |
| 2012 | Londres        | César Cielo (21s59)                                                        | 50m livre masculino     | Bronze  |
| 2016 | Rio de Janeiro | Poliana Okimoto (1h56m51s4)                                                | Maratona 10 km feminino | Bronze  |
| 2020 | Tóquio         | Ana Marcela Cunha (1h59m30s8)                                              | Maratona 10 km feminino | Ouro    |
| 2020 | Tóquio         | Fernando Scheffer (1m44s66)                                                | 200m livre masculino    | Bronze  |
| 2020 | Tóquio         | Bruno Fratus (21s57)                                                       | 50m livre masculino     | Bronze  |

#### Desempenho noCampeonato Mundial
O Brasil conquistou no Mundial de piscina longa, até a edição de 2019, 13 medalhas de ouro, 14 de prata e 15 de bronze. Já no Mundial de piscina curta, foram 23 ouros, 8 pratas e 21 bronzes.